# Tomoxia abrupta
Tomoxia abrupta es una especie de coleóptero de la familia Mordellidae.

## Distribución geográfica
Habita en Sudán.